# Confissões de Adolescente
Confissões de Adolescente es una película de comedia brasileña dirigida por Daniel Filho y protagonizada por Sophia Abrahão, Isabella Camero, Malu Rodrigues y Clara Tiezzi. Su debut se produjo el 10 de enero de 2014 en la distribución de Sony Pictures.
La película se basa en la serie de televisión Confissões de Adolescente, que se muestra entre 1994 y 1996 en la TV Cultura y TV Bandeirantes, que se basa en el libro del mismo nombre escrito por Maria Mariana y protagonizada por Deborah Secco, Maria Mariana, Georgiana Góes y Daniele Valente que también participan en la película.

## Sinopsis
Paulo (Cássio Gabus Mendes) está atravesando dificultades financieras para apoyar a sus cuatro hijas, Tina (Sophia Abrahão), Bianca (Isabella Camero), Alice (Malu Rodrigues) y Karina (Clara Tiezzi), después de que anunció un aumento en la renta. Cuando advierte que tiene que abandonar el apartamento donde viven, en Barra da Tijuca (Zona Oeste de Río), acuerdan ayudar en cualquier forma, comienza a reducir costos y ayudar en las tareas domésticas. Pero mientras deben lidiar con esta noticia, el cuarteto tiene aún otras experiencias típicas, relacionadas con la edad de cada una de ellas. Tina batalla para conseguir un primer trabajo mientras tiene discusiones con su novio rico. Bianca, por el contrario, oculta una relación misteriosa, a diferencia de su hermana Alice, aún una virgen, que tiene dudas sobre el manejo de las relaciones intimas. Corriendo por fuera, Karina es la más nerd de la clase y está atrayendo la atención de uno de los amigos de la escuela, pero todavía no sabe exactamente cómo actuar ante esa experiencia. A pesar de los conflictos, las hermanas harán sus mayores esfuerzos para que su familia se mantenga unida.

## Reparto
- Sophia Abrahão - Tina
- Isabella Camero - Bianca
- Malu Rodrigues - Alice
- Clara Tiezzi - Karina
- Cássio Gabus Mendes - Paulo
- Olivia Torres - Juliana
- Tammy Di Calafiori - Talita
- Hugo Bonemer - Lucas
- Guilherme Prates - Ricardo
- Christian Monassa - Marcelo
- Eduardo Melo - Lucas (más nuevo)
- Anna Rita Cerqueira - Cris (Tina más nueva)
- João Fernandes - Felipe
- Deborah Secco - Madre de Felipe
- Maria Mariana - Dra. Kátia
- Georgiana Góes - Selma
- Daniele Valente - Madre de Marcelo
- Bruno Jablonski - Pedro
- Julia Mestre - Claudinha
- Cintia Rosa - Renata
- Dieter Fuhrich - Márcio
- Lucca Diniz - Bruninho
- Brunna Griphao - Bruna
- Kika Freire - Profesora
- Guilherme Atz Colatino - Murilo
- Thiago Lacerda - Él mismo
- Caio Castro - Él mismo
- José Victor Pires - Márcio (más nuevo)
- Ana Vitória Bastos - Helô
- Carolina Loback - empleada de Bruna

## Banda sonora
| N.º | Título               | Intérprete                |
| --- | -------------------- | ------------------------- |
| 1.  | “What Would You Say” | Tiago Iorc                |
| 2.  | “Tchubaruba”         | Mallu Magalhães           |
| 3.  | “Se Joga”            | Naldo Benny               |
| 4.  | “Macaé”              | Clarice Falcão            |
| 5.  | “Fred Astaire”       | Clarice Falcão            |
| 6.  | “Baby”               | Gal Costa, Caetano Veloso |
| 7.  | “2012”               | SILVA                     |
| 8.  | “Malha Funk”         | Bonde do Tigrão           |
| 9.  | “O Leãozinho”        | Sophia Abrahão            |
| 10. | “Sina”               | Sophia Abrahão            |
| 11. | “Victimless Crime”   | Maria Luiza               |

## Premios y nominaciones
| Año  | Categoría    | Premio           | Resultado |
| ---- | ------------ | ---------------- | --------- |
| 2014 | Filme do Ano | Revista Atrevida | Nominado  |